# Zataženo, občas trakaře
Zataženo, občas trakaře (v anglickém originále Cloudy with a Chance of Meatballs) je americký počítačově animovaný film z roku 2009 volně založený na knize Judi a Ron Barrettových Cloudy with a Chance of Meatballs.

## Děj
Město Swallow Falls na malém ostrově v Atlantiku prožívá hospodářský pokles poté, co klesl zájem o sardinky, které se staly jediným jídlem ve městě. Flint Lockwood je vědec, jehož vynálezy již od dětství nevycházely. Jeho nejnovější vynález Lockwoodův dynamický supramutagenní potravinový replikátor na diatomické bázi (FLDSMDFR) mění molekuly vody v jídlo. Flint doufá, že to ukončí závislost města na sardinkách. Kvůli nedostatku energie nemůže Flint FLDSMDFR spustit doma, a tak se spolu se svou opicí Stevem vydá do místní elektrárny, aby ho připojil. Přístroj ale absorbuje tolik energie, že se vznese jako raketa a zničí Sardine Land, novou atrakci na ostrově, a celé město se na něj proto naštve. Flint se schová na mole, kde ho najde televizní reportérka věnující se počasí Sam Sparksová. Společně uvidí obrovský růžový mrak, ze kterého začnou pršet cheeseburgery. Sam o tom informuje do televize a řekne také, že je za to zodpovědný Flint. Ten se stane slavným a každý den nechává padat z oblohy jiné jídlo. Chamtivý a nenasytný starosta Shelbouorne chce po Flintovi, aby nechal pršet jídlo třikrát denně po dobu celého měsíce, aby se z Swallow Falls stala turistická atrakce s názvem "Chewandswallow".
Během posledního týdne před otevřením přijde Flinta požádat místní policista o den, kdy by padala zmrzlina, aby tak potěšil svého syna v jeho narozeniny. FLDSMDFR se ten den přiblíží k přetížení. Sam a Flint se sblíží během dne stráveného v budově vytvořené z želé. Večer Flint pozve do restaurace svého otce Tima, který nikdy jeho vynálezům nedůvěřoval, aby se pochlubil svým úspěchem a získal otcovu přízeň. Ten se ale místo toho začne ptát na to, zda je takové tvoření jídla moudré, což Flinta naštve.
Flint si pak všimne obrovských hot dogů, které padají z oblohy a vydá se proto do laboratoře, aby vše zkontroloval. Zjistí, že přístroj začíná být přetížený a pokusí se ho vypnout. Přijde ale starosta, nyní extrémně obézní, a přesvědčí Flinta, aby přístroj nechal běžet. Na starostovu žádost nechá Flint padat špagety s masovými koulemi.
Další den začnou do města přijíždět turisté z celého světa. Sam zjistila, že Chewandswallow zasáhne bouře a snaží se před ní varovat Flinta, ale ten ji neposlouchá. Špagetové tornádo potom zničí půl města. Flint se potom vydá vypnout FLDSMDFR, ale starosta mu v tom zabrání. Starosta nastavil FLDSMDFR na obrovský raut. Sam varuje svět před obrovskou bouří. Flint si uvědomí své fiasko, ale otec obnoví jeho sebevědomí. S počítačovým virem na flashce se Flint spolu se Stevem, Sam, Brentem a Mannym (který je kromě Samina kameramana a lékaře také pilot) do stratosféry, aby zničil FLDSMDFR. Občané a turisté si mezitím staví lodě z chleba, aby mohli po oceánu uprchnout. Starosta ujede na vlastní lodi, kterou potom začne jíst.
FLDSMDFR se nachází uprostřed obrovské "masové koule", která je složena z dalšího jídla. Na Flintovu skupinu útočí různé druhy jídla, geneticky upravené tak, aby chránili FLDSMDFR. Během jednoho z bojů flashka s ničivým virem vypadne z okna. Flint, Sam a Brent opustí letadlo a vniknou do masové koule. Flint zatelefonuje svému otci a požádá ho, aby mu poslal virus z počítače v laboratoři do jeho mobilu. Timovi se nakonec podaří e-mail poslat. Flint nakonec musí k FLDSMDFR proniknout sám, protože Brent zadržuje bojovná kuřata a Sam je alergická na buráky a cesta k přístroji je jimi pokrytá.
Ve středu masové koule Flint objeví FLDSMDFR, které se proměnilo tak, aby mohlo najednou vyprodukovat obrovské množství jídla. Flint do něj zastrčí svůj telefon, ale zjistí, že otec mu místo viru poslal video z internetu. Přístroj se pak pokusí Flinta zabít. Když se FLDSMDFR chystá vypustit další obrovskou dávku jídla, Flint proti otvoru přístroje použije svůj sprej na permanentní boty, což způsobí, že FLDSMDFR exploduje. Obrovské mraky jídla po světě postupně zmizí a Sam, Brent Steve a Manny bezpečně přistanou na zemi. Nejprve předpokládají, že Flint zemřel při explozi, ale nakonec zjistí, že byl zachráněn hejnem ptáků z jednoho z jeho starších experimentů. Tim nakonec uzná úspěchy svého syna. Se závěrem filmu se Sam a Flint políbí.

## Hlasy
| Bill Hader          | Flint Lockwood           |
| Neil Patrick Harris | opice Steve              |
| Anna Faris          | Samantha "Sam" Sparksová |
| James Caan          | Timothy Lockwood         |
| Bruce Campbell      | starosta Shelbourne      |
| Andy Samberg        | Brent McHale             |
| Mr. T               | strážník Earl Devereaux  |
| Bobb'e J. Thompson  | Calvin Devereaux         |
| Benjamin Bratt      | Manny                    |
| Al Roker            | Patrick Patrickson       |
| Lauren Graham       | Frances Lockwoodová      |
| Will Forte          | Joseph Towne             |

## Výroba
V srpnu 2006 společnost Sony Pictures Animation oznámila, že má v úmyslu natočit filmovou adaptaci knihy Cloudy with a Chance of Meatballs, která bude vyprávět příběh o příčině počasí v Chewandswallow. V září 2008 napsal časopis Variety, že hlavním postavám filmu propůjčí svoje hlasy Bill Hader a Anna Faris. Scenáristé a režiséři Phil Lord a Christopher Miller řekli, že film vzdává hold katastrofickým filmům jako Twister, Armageddon, Jádro nebo Den poté a zároveň je jejich parodií.

## Ohlas
Film sklidil příznivé reakce kritiky. Server Rotten Tomatoes dává filmu na základě 130 recenzí 86% hodnocení. Server Metacritic na základě 33 recenzí oceňuje film 66 body ze 100. Uživatelé ČSFD hodnotí film průměrně 71%.
Snímek Zataženo, občas trakaře zaznamenal i komerční úspěch. Během úvodního víkendu ve Spojených státech film utržil více než 30 milionů dolarů. Celosvětové tržby filmu činily 243 milionů dolarů.
Film získal nominaci na Zlatý glóbus v kategorii Nejlepší celovečerní animovaný film, ale cenu nakonec získal konkurenční snímek Vzhůru do oblak.